# Morphna imperatoria
Morphna imperatoria är en kackerlacksart som först beskrevs av Carl Stål 1877.  Morphna imperatoria ingår i släktet Morphna och familjen jättekackerlackor.
Artens utbredningsområde är Filippinerna. Inga underarter finns listade i Catalogue of Life.